# Martin Grejnar z Veveří a Mysletína
Martin Grejnar z Veveří a Mysletína byl přední puchhalter (účetní správce) a ve druhé polovině 90. let 16. století se stal mocným radou na panství pana Petra Voka z Rožmberka. V době nepřítomnosti Petra Voka byl jedním ze správců jeho majetku.
Pocházel z bohaté sladovnické rodiny, která patřila v Netolicích mezi městskou elitu. V Českém Krumlově koupil v roce 1595 dům v Panské ulici č. p. 19 a žil zde s rodinou až do roku 1606. Když se v roce 1597 Grejnar ženil s členkou fraucimoru Kateřiny Rožmberské z Ludanic, Annou Danielovou ze Semanína, vystrojil mu Petr Vok z Rožmberka svatební hostinu.
V roce 1600 koupil od Petra Voka za 500 kop gr. českých Lhenice a zřídil si zde panské sídlo. Ale v roce 1605 Lhenice patřily opět do majetku Petra Voka. 

## Galerie

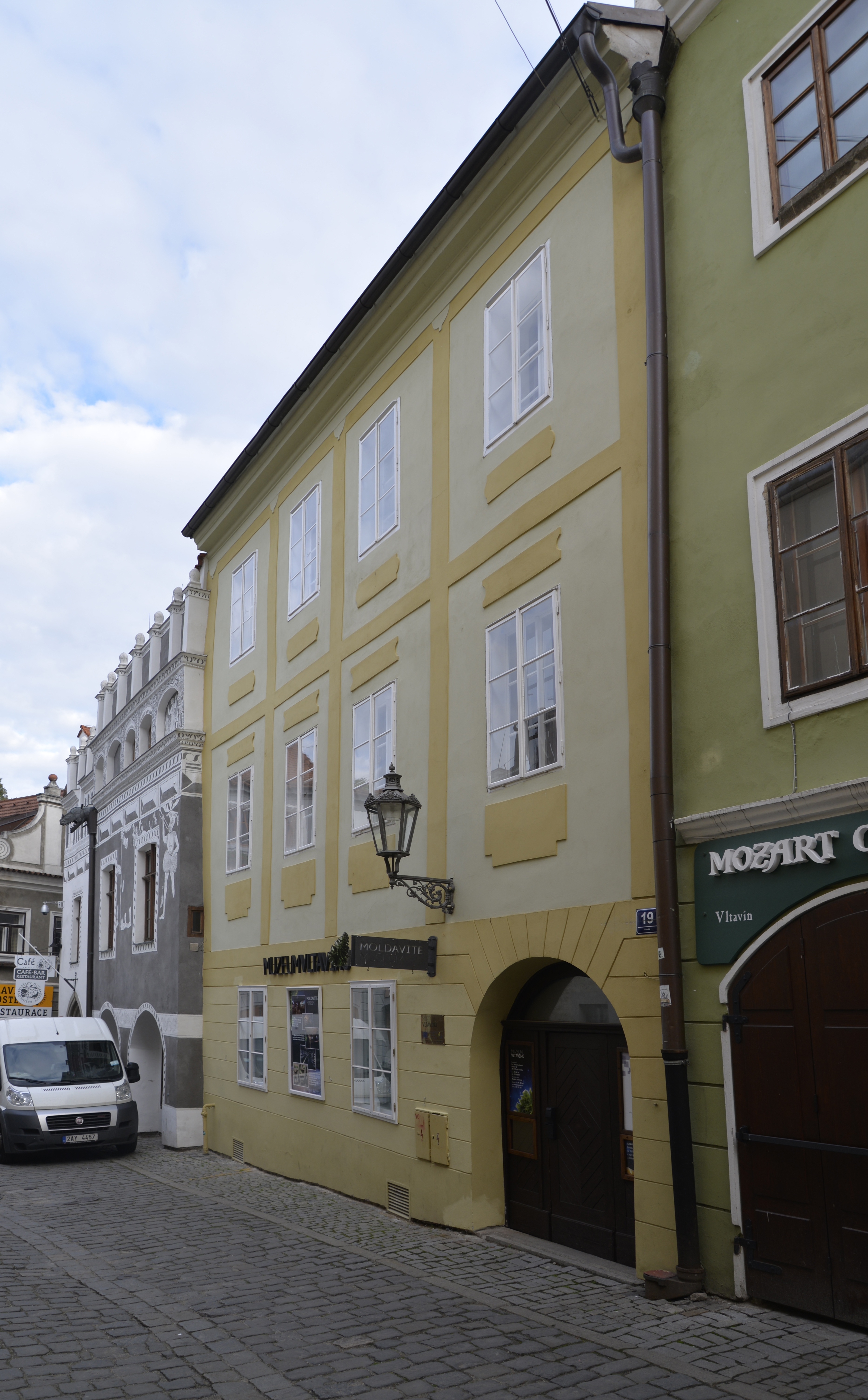
Panská 19 (Český Krumlov), zde bydlel v letech 1595–1606
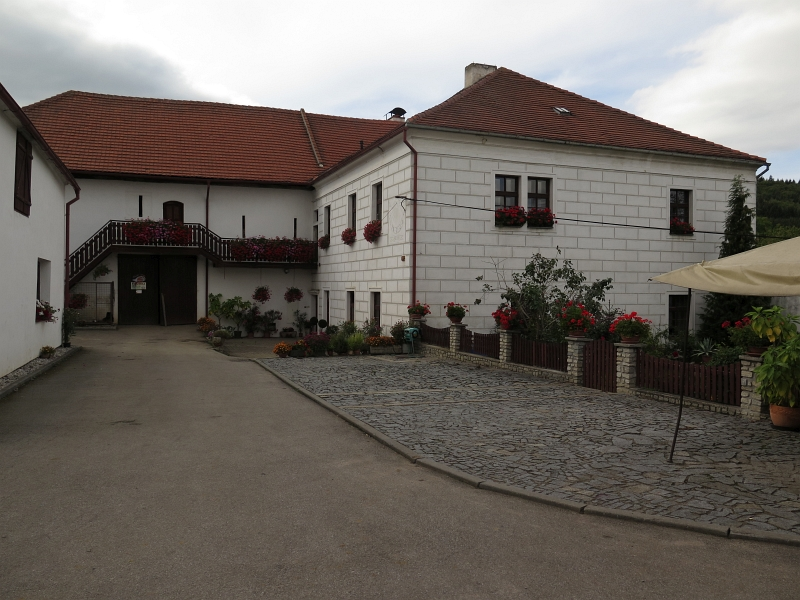
Lhenice, Panský dům čp. 156, panské sídlo Martina Grejnara